# 虹之站
虹之站（日语：／ Nijino eki */?）是位於兵庫縣神戶市灘區，神戶房屋及城市發展公社摩耶纜索線（摩耶纜車）和摩耶索道的車站。

## 概要
在纜索線一方的正式車站名稱為「虹站」，但是很少使用該名稱。在站名牌、車站招牌、車站資訊、車票、甚至在官方都會通稱為「虹之站」。而索道一方的正式車站名稱為「虹之站」。摩耶纜索線和摩耶索道兩條路線合稱為「摩耶View Line夢散歩」。
在摩耶纜索線中，此站相當於其山上站。另外，在摩耶索道中，此站相當於其山下站。原本車站鄰近忉利天上寺，後來由於在1976年，該寺被縱火而燒毀，因此該寺遷移至山頂附近。

## 歷史

### 纜索鐵路
- 1925年（大正14年）1月6日 - 摩耶鋼索鐵道「摩耶站」啟用[2]。
- 1938年（昭和13年）7月5日 - 發生阪神水災（日语：阪神大水害），直至8月4日前車站暫停服務。
- 1944年（昭和19年）2月11日 - 成為不要不急線，高尾至摩耶之間暫停營運[2]。翌年把路軌撤走。
- 1955年（昭和30年）5月7日 - 高尾站至摩耶站之間重開[2]。月台上蓋重建。
- 1975年（昭和50年）10月29日 - 與六甲越有馬鐵道合併，成為六甲摩耶鐵道的路線。
- 1995年（平成7年）1月17日 - 發生阪神大地震，使車站受損，自從車站長期暫停服務[3]。
- 2000年（平成12年）4月25日 - 車站與纜索線無償轉讓給神戶市都市整備公社（現時：神戶房屋及城市發展公社），成為該公社的車站。
- 2001年（平成13年）3月17日 - 路線重開，此站重開。車站改名為「虹站」，官方通稱「虹之站」。

### 索道
- 1955年7月12日 - 神戶市交通局「奧摩耶索道」的「摩耶站」啟用。
- 1977年7月1日 - 神戶市都市整備公社（現時：神戶房屋及城市發展公社）接管索道，成為「摩耶索道」的「摩耶站」。
- 1995年1月17日 - 發生阪神大地震，車站暫停服務。
- 2001年3月17日 - 神戶市都市整備公社經營摩耶纜索線重開。站名為「虹之站」。

## 車站構造
纜索鐵路和索道各有一座車站大樓，兩座大樓相距一分鐘步行距離。在晚上，兩座大樓之間的通道上設有照明燈。

### 摩耶纜索線
車站是一座地面車站，月台位於路軌兩旁。從車站大樓望向月台，右邊是乘車專用月台，左邊是下車專用月台。月台呈梯級狀。月台在1955年重開時已經設有上蓋。另外，車站大樓雖然經過少許改裝，但是仍然是在1925年開通時的模樣，車站大樓是一座一層高鋼筋混凝土建築物。車站大樓屋頂設有NHK和近畿廣域民放、SUN電視台的神戶灘電視中繼站。

### 摩耶索道
候車室部分是鋼架建成的一層高建築物。在候車室旁邊設有售票職員室遺蹟。由於與纜索鐵路一體化經營，大多數人會從摩耶纜車站購買前往山頂的車票。隨著忉利天上寺遷移至山頂，以虹站為目的地的人士減少。售票處遷移至月台旁邊的職員室。月台是一座一層高的鋼架建築物，設有上蓋。廁所位於索道站一方的候車室旁邊。

## 車站周邊
車站附近設有觀景台，以及已經結業多年的摩耶觀光酒店。另外也有遊樂場，該遊樂場隨著老化和忉利天上寺遷移後使入場人次減少，現時已經結業。車站周邊沒有商店。
- 摩耶山歷史公園（舊・忉利天上寺蹟）

### 虹站附近的觀景台觀看夜景

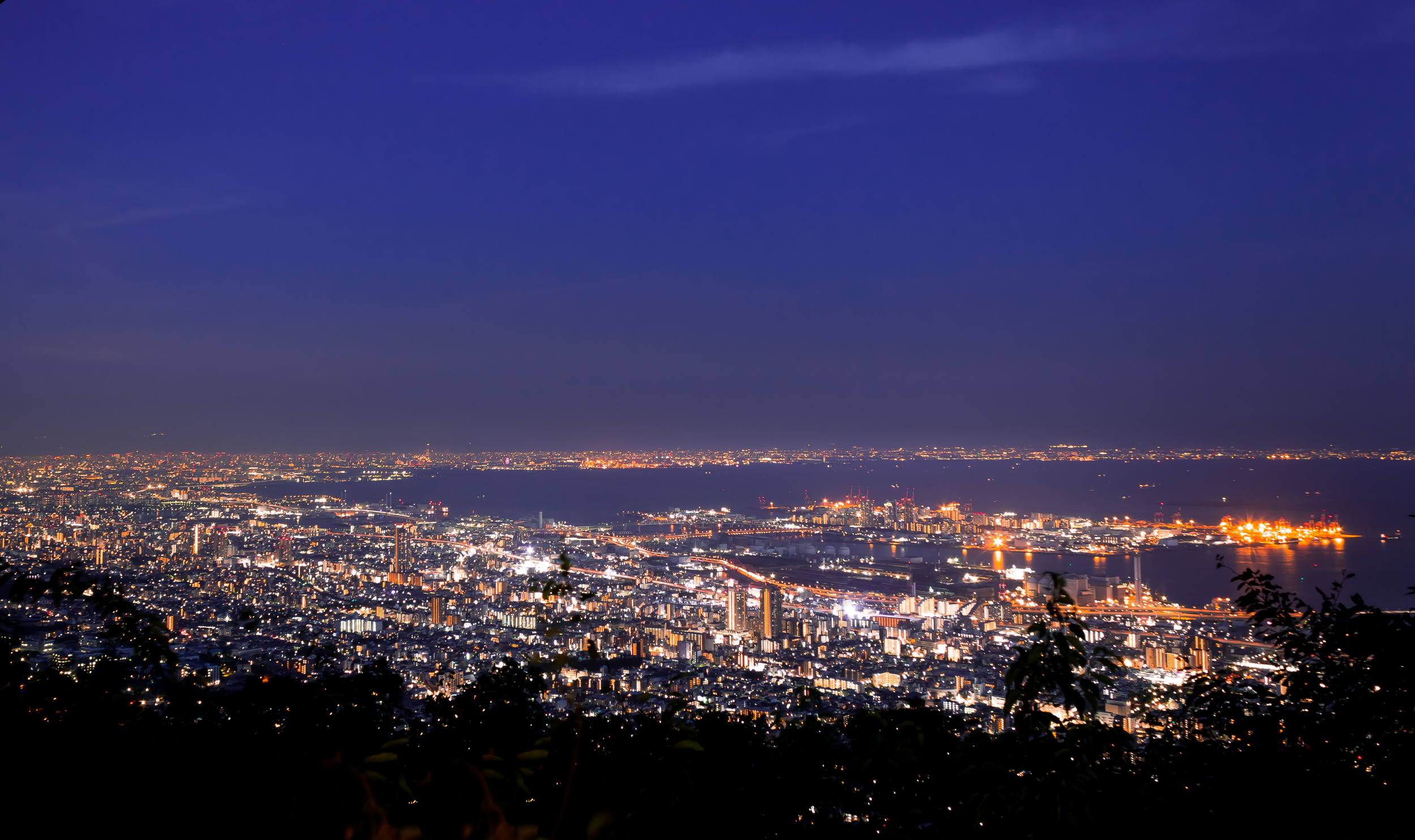
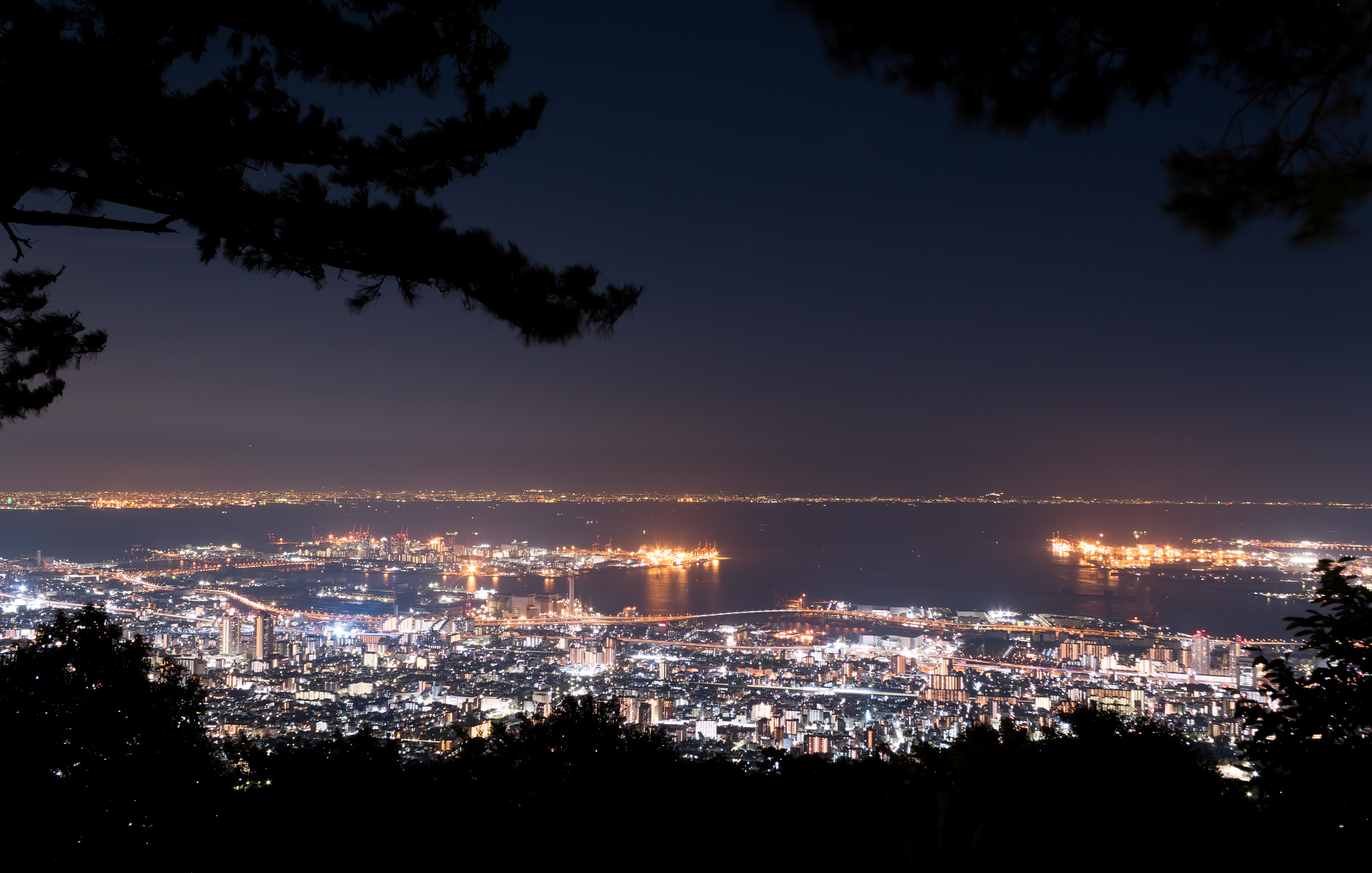
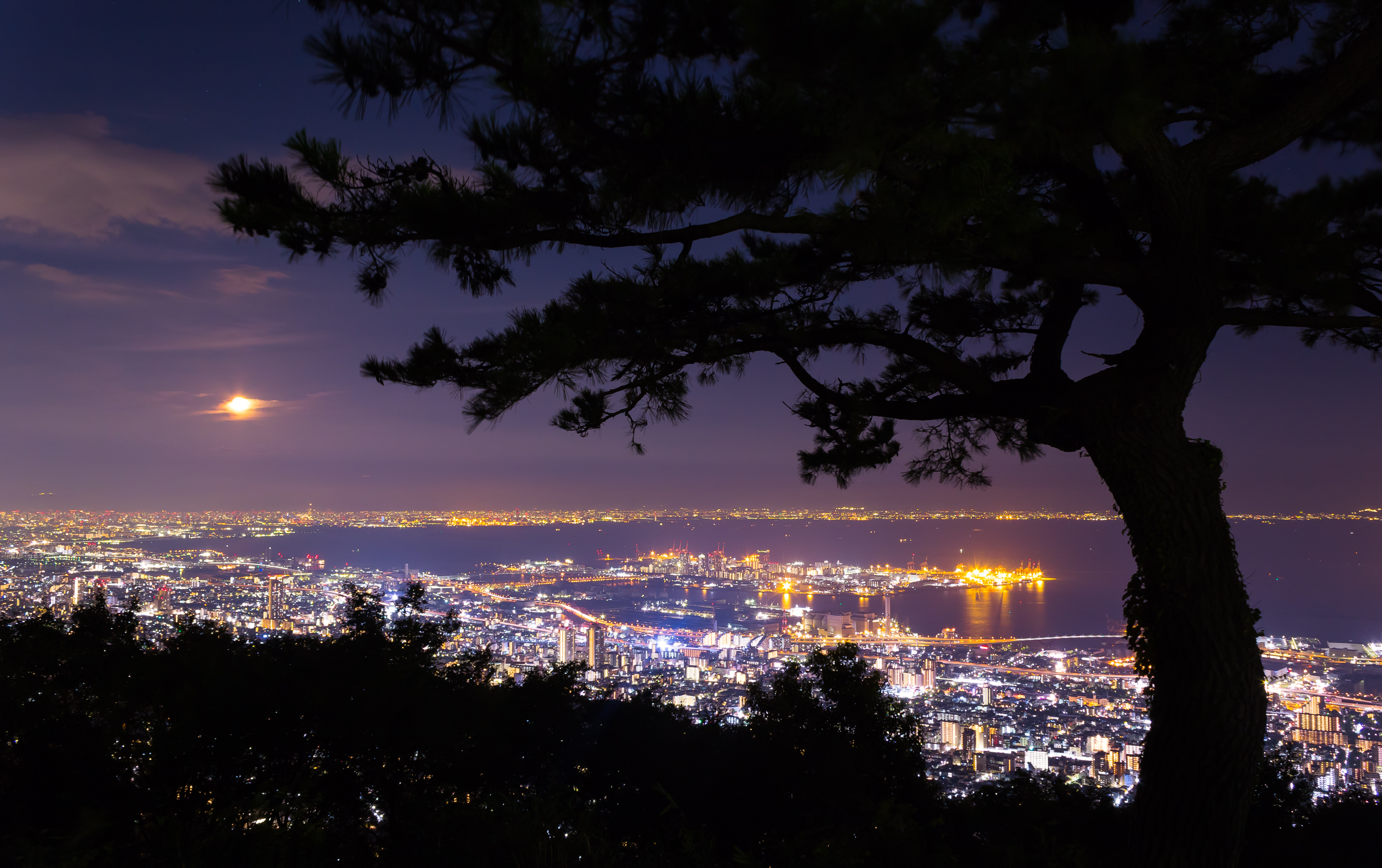

## 相鄰車站
神戶房屋及城市發展公社
摩耶纜索線（摩耶纜車）
摩耶纜索－虹（虹之站）
摩耶索道
虹（虹之站）－星之站

## 注腳
1. ↑   （页面存档备份，存于）（日語）
2. 1 2 3  曾根悟（監修）. 朝日新聞出版分冊百科編集部（編集） , 编. . 週刊朝日百科. 30号 モノレール・新交通システム・鋼索鉄道. 朝日新聞出版. 2011-10-16: 36 （日语）.
3. ↑  . 交通新聞 (交通新聞社). 1995-07-17: 3 （日语）.

## 外部連結
- 摩耶View Line - 六甲、摩耶空中散歩 （页面存档备份，存于）（日語）